# Меерапалу
Ме́ерапалу (ест. Meerapalu küla) — село в Естонії, у волості Ряпіна повіту Пилвамаа.

## Населення
Чисельність населення на 31 грудня 2011 року становила 47 осіб.

## Географія
Село розташоване на березі Чудського озера.

## Історія
До 22 жовтня 2017 року село входило до складу волості Меексі.